# Игрок года футбольного клуба «Спартак» Москва
Игрок года ФК «Спартак» Москва (приз «Золотой кабан») — футбольная награда, вручаемая лучшему футболисту или тренеру ФК «Спартак» (Москва) прошедшего сезона по результатам голосования болельщиков клуба.
Первый приз был вручён Владимиру Бесчастных по итогам сезона 2002 года. В сезонах 2005—2012/13 также вручался приз лучшему молодому игроку, в первый год награду вручили Алексею Ребко. В 2006 году был награждён Андрей Тихонов как лучший игрок прошедших 10 лет (1997—2006).

## Награды

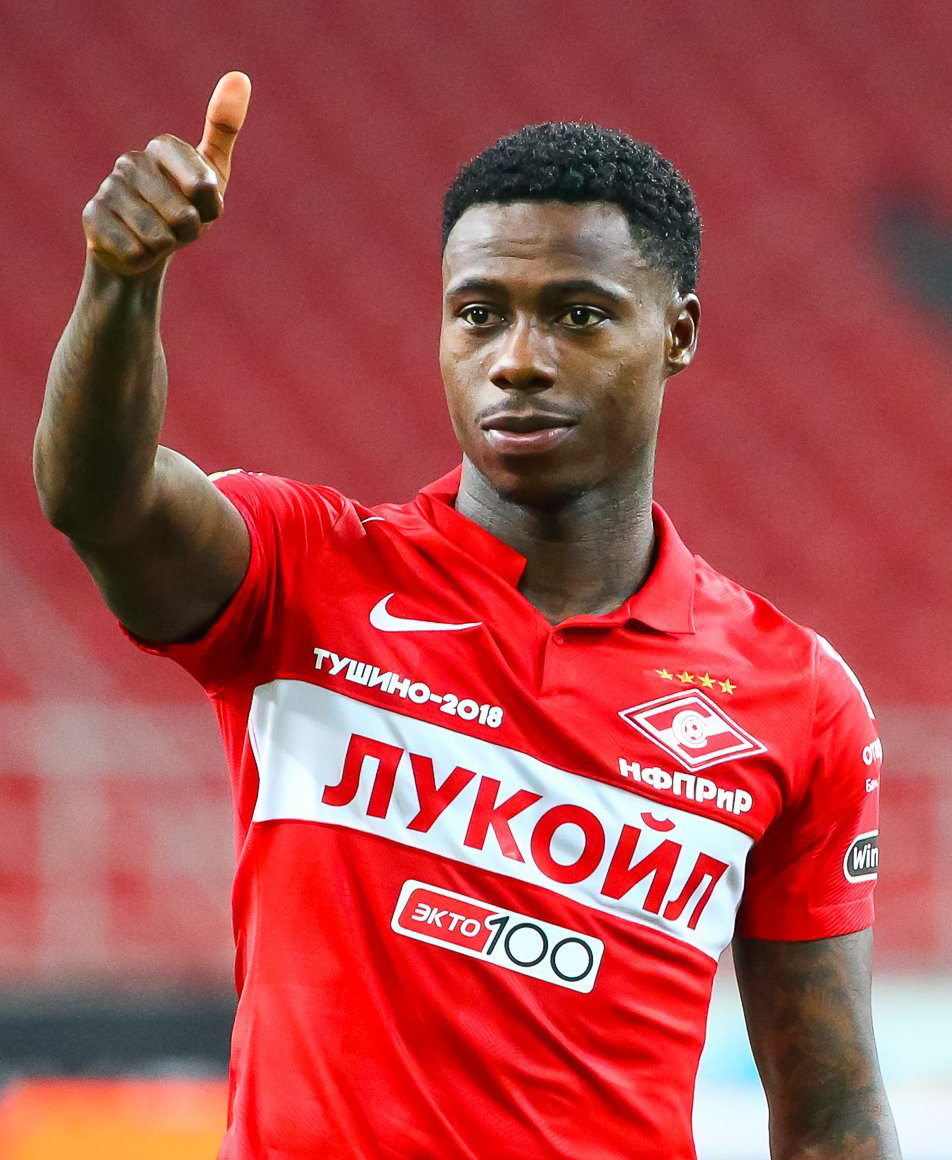
Квинси Промес четырежды признавался лучшим игроком сезона

| Сезон   | Лучший игрок             | Лучший молодой      |
| ------- | ------------------------ | ------------------- |
| 2002    | Владимир Бесчастных      | не присуждался      |
| 2003    | Егор Титов               | не присуждался      |
| 2004    | Войцех Ковалевски        | не присуждался      |
| 2005    | Войцех Ковалевски        | Алексей Ребко       |
| 2006    | Роман Павлюченко         | Артём Дзюба         |
| 2007    | Егор Титов               | Константин Советкин |
| 2008    | Стипе Плетикоса          | Артур Малоян        |
| 2009    | Алекс                    | Джано Ананидзе      |
| 2010    | Веллитон                 | Филип Озобич        |
| 2011/12 | Андрей Дикань            | Дмитрий Каюмов      |
| 2012/13 | Дмитрий Комбаров         | Дмитрий Каюмов      |
| 2013/14 | Юра Мовсисян             | не присуждался      |
| 2014/15 | Квинси Промес            | не присуждался      |
| 2015/16 | Квинси Промес            | не присуждался      |
| 2016/17 | Массимо Каррера (тренер) | не присуждался      |
| 2017/18 | Луис Адриано             | не присуждался      |
| 2018/19 | Георгий Джикия           | не присуждался      |
| 2019/20 | Александр Максименко     | не присуждался      |
| 2020/21 | Джордан Ларссон          | не присуждался      |
| 2021/22 | Квинси Промес            | не присуждался      |
| 2022/23 | Квинси Промес            | не присуждался      |
| 2023/24 | Александр Максименко     | не присуждался      |